# دلقک و سگ‌هایش
دلقک و سگ‌هایش عنوان فیلمی است فرانسوی با ژانر پویانمایی و کوتاه به کارگردانی امیل ری‌ناد. این فیلم محصول سال ۱۸۹۲ میلادی است. این انیمیشن شامل ۳۰۰ نقاشی است که مجموعاً ۱۵ دقیقه طول می‌کشد.